# عمر بن لجأ التيمي
عمر بن لجأ (وقيل لحأ) بن حدير بن مصاد التيمي ، من بني تيم بن عبد مناة: من شعراء العصر الأموي. اشتهر بما كان بينه وبين جرير من مفاخرات ومعارضات. وهو الذي يقول فيه جرير: 
وبرزة أمه. مات بالأحواز.